# Alejandro Bedoya
Pour les articles homonymes, voir Bedoya.
Alejandro Bedoya, né le 29 avril 1987 à Englewood au New Jersey, est un joueur international américain de soccer jouant comme milieu relayeur ou milieu offensif au Philadelphia Union.

## Biographie

### Vie personnelle
Bedoya est né à Englewood, dans le New Jersey mais possède des origines colombiennes. Il grandit ensuite à Weston en Floride, en banlieue de Miami. Son père, Adriano, était un joueur professionnel en Colombie tout comme son grand-père Fabio. Son frère, Santiago Bedoya, a joué à l'université du Nord-Est avant que les Whitecaps de Vancouver en fassent l'acquisition lors de la Draft supplémentaire en 2011. Alejandro est diplômé d'un baccalauréat universitaire ès sciences en marketing de la Carroll School of Management du Boston College depuis mai 2009. Depuis son passage en Suède, où il a vécu de 2008 à 2013, il parle couramment le suédois, ayant appris la langue en regardant des émissions américaines avec des sous-titres en suédois. De plus, durant son passage Örebro SK, il répond aux journalistes dans la langue du pays. Durant son passage à Nantes, en France, il apprend le français et ne compte pas quitter le pays sans en maîtriser la langue. Cette volonté d'apprentissage des langues locales lui vient de son envie de découvrir de nouvelles cultures à travers son métier et ses voyages qui y sont liés.
Il est en couple avec Beatrice Hilland, une ancienne footballeuse norvégienne et aujourd'hui kinésithérapeute avec qui il a un petit garçon prénommé Santino, né le 19 mars 2015 à Nantes, ainsi qu’une petite fille.

### Jeunesse et parcours universitaire

#### Premières années
Né à Englewood, dans le New Jersey, Alejandro déménage pour Weston, en Floride à l'âge de neuf ans. Peu après son arrivée dans la ville de Floride, sa mère l'emmène à un entraînement des équipes de jeunes du Weston Soccer Club, club local, afin de savoir si Alejandro peut intégrer l'effectif alors même que les périodes de détection sont passées. Impressionnant l'entraîneur dès sa première séance, ce dernier souhaite conserver le jeune joueur à tout prix et passe de nombreuses matinées avec Alejandro à s'entraîner en duo durant les années passées ensemble.

#### Le soccer au secondaire (2002-2005)
Alejandro Bedoya obtient son diplôme de secondaire à la St. Thomas Aquinas High School de Fort Lauderdale, en Floride en 2005 où il aide l'équipe du lycée à remporter le championnat 5A de l'État de Floride la même année tout en étant désigné Joueur de l'année pour la seconde fois consécutive (2004 et 2005). Dans l'épopée de son équipe, il inscrit consécutivement deux buts, en demi-finale, avec le second but de la partie après avoir effectué une passe décisive sur la première réalisation, puis en finale du championnat de Floride où il inscrit le troisième but de son équipe (3-1). Durant son expérience chez les Raiders de la St. Thomas Aquinas High School, Alejandro Bedoya est utilisé à toutes les positions au milieu de terrain, ratissant souvent sa zone pour récupérer les ballons.

#### Débuts universitaires à l'Université Fairleigh Dickinson (2005-2006)
Il joue ensuite au football au niveau universitaire à l'Université Fairleigh-Dickinson, dans son New Jersey natal, entre août 2005 et décembre 2006. Par le passé, son père, Adriano, s'était illustré dans cette même université, entre 1981 et 1984, période couronnée de succès collectifs, devenant le quatrième meilleur passeur de l'histoire de l'équipe.
Lors de la rencontre inaugurale de la saison 2005, il affronte les Eagles de Boston College qu'il rejoindra un peu plus d'un an plus tard. Il entre en cours de jeu et inscrit le but qui permet à son équipe de prendre l'avantage 2-1 à la 52e minute à la suite d'une interception de balle alors que la rencontre se termine sur le score de 3-1,. En fin de saison régulière, Alejandro s'offre un doublé, contre les Blackbirds de l'Université de Long Island à Brooklyn, en ouvrant le score dès la 9e minute et récidivant à la 13e,. Quelques jours plus tard, Bedoya inscrit deux buts en autant de rencontres, d'abord dans une victoire 1-0 contre les Blue Devils de la Central Connecticut State University (34e minute),, puis face aux Bobcats de l'Université Quinnipiac où son huitième but de la saison permet l'ouverture du score à la 58e minute dans une partie finalement remportée 2-1,.
Il fait ensuite un passage au camp d'entraînement de l'IMG Soccer Academy du 12 au 23 décembre 2006 où il est appelé avec la sélection des moins de 20 ans afin de préparer le Championnat CONCACAF 2007 des moins de 20 ans, qualificatif pour la Coupe du monde des moins de 20 ans 2007 au Canada.

#### Émergence avec les Eagles de Boston College (2007-2008)

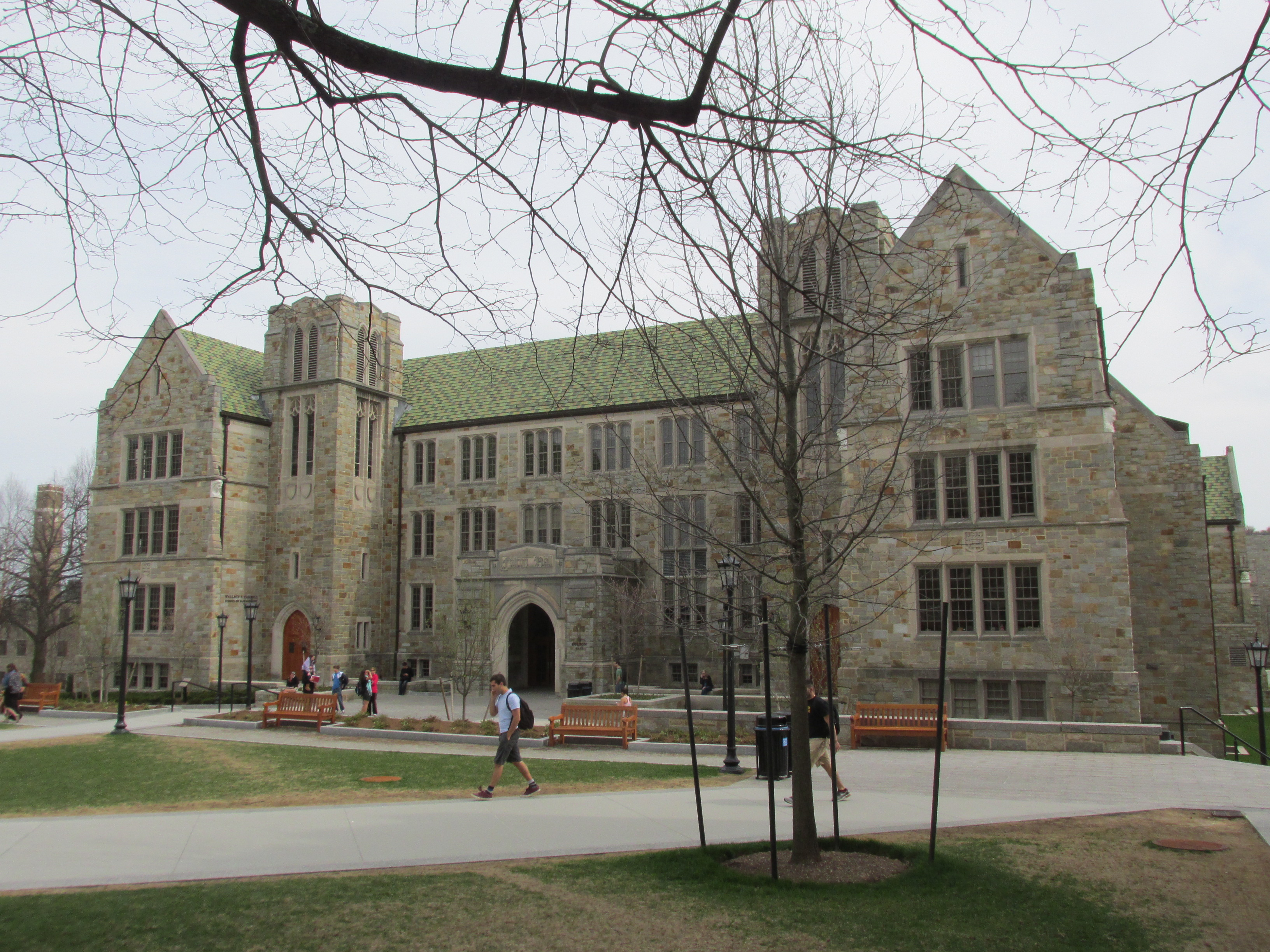
Fulton Hall de Boston College où Alejandro étudie le marketing en 2007 et 2008.

Pour le semestre de printemps 2007, il rejoint le Boston College, y restant alors jusqu'en décembre 2008.
Lors de la rencontre inaugurale de la saison 2007, sa première sous les couleurs des Eagles de Boston College, Alejandro délivre une passe décisive à Mike Konicoff à la 57e minute, permettant ainsi à son équipe de l'emporter par la marque de 1-0, devant 3 768 spectateurs, contre les Terriers de Boston, de l'université rivale en ville, l'Université de Boston,. Lors de la dernière rencontre de la saison régulière, il s'illustre en frappant à cinq fois au but, cadrant à trois reprises, et offrant deux passes décisives, aux 19e et 56e minutes dans une victoire 3-1 contre les Hokies de Virginia Tech,. Ce succès permet à son équipe de remporter la saison régulière du championnat ACC. Ainsi, les Eagles sont représentés dans les séries éliminatoires du tournoi ACC où ils remportent leurs trois rencontres et accèdent au tournoi final, le championnat de NCAA. Exempté de premier tour régional, les Eagles se retrouvent au second tour face aux Minutemen de l'Université du Massachusetts d'Amherst. Lors de cette partie, Alejandro ouvre le score à la 18e minute mais les Minutemen égalisent peu après la pause et prennent définitivement l'avantage quelques minutes avant la fin de la rencontre,. À Boston, il inscrit 14 buts en 37 rencontres et est nommé à deux reprises pour le Trophée Hermann qui récompense le meilleur joueur universitaire de l'année aux États-Unis. De plus, il participe à un camp d'entraînement de deux semaines après être appelé pour la sélection olympique entre le 6 et le 20 janvier 2008.

### Carrière professionnelle

#### Un premier passage en Suède (2009-2011)
Alors que la plupart des seniors des universités intègrent la MLS SuperDraft, Bedoya décide de regarder vers l'étranger. Ainsi, fin 2008, il signe un contrat avec le club d'Örebro SK en Suède et rejoint sa nouvelle équipe le 7 janvier 2009. Le 6 avril, il fait ses débuts en entrant en jeu à la 73e minute. Il inscrit ensuite son premier but lors de la victoire 1-0 contre Halmstads BK dans la Coupe de Suède. Progressivement, Alejandro entre dans l'équipe titulaire avant de devenir un élément central du club suédois. En février 2011, il effectue un essai en Premier League anglaise avec Birmingham City mais celui-ci ne débouche pas sur une offre de contrat. Son passage à Örebro est difficile sur un plan personnel, quittant la Floride ensoleillée pour les hivers rigoureux de la Suède ainsi que le manque de luminosité. À l'époque, il vit en appartement et ne sort que rarement en dehors des entraînements, supportant difficilement les conditions climatiques.

#### Une saison en Écosse (2011-2012)
Le 21 juillet 2011, le site officiel des Glasgow Rangers annonce qu'il a trouvé un accord avec Alejandro Bedoya pour son transfert en Écosse à l'issue de la saison régulière en Suède, à savoir, en janvier 2012, et moyennant l'obtention d'un permis de travail. Le 12 août, les autorités britanniques accordent un permis de travail au milieu de terrain américain. En effet, ce dernier n'avait jusque-là disputé que 5 des 15 rencontres officielles de son pays lors des 2 dernières années, bien loin des 75 % exigé pour l'obtention de ce sésame. Il semblerait que le fait que ces 5 matchs aient été disputé lors de la dernière Gold Cup et que la réputation montante du joueur et probablement celle, établie, de son futur club, aient largement joué en sa faveur. Dès lors, Ally McCoist, l'entraîneur des Rangers entre à nouveau en contact avec les dirigeants d'Örebro pour avancer la date du recrutement du joueur. Le 17 août, les deux clubs se mettent finalement d'accord, permettant ainsi à Bedoya de rallier Ibrox Park, où il retrouve deux de ses compatriotes, Maurice Edu et Carlos Bocanegra. Il fait alors treize apparitions sous le maillot des Rangers pour un unique but.

#### Retour en Suède (2012-2013)
Le 10 août 2012, il signe pour Helsingborgs dans le championnat suédois (Allsvenskan), alors que son ancien club des Glasgow Rangers est liquidé par la justice. Le 18 août 2012, il est titulaire pour sa première rencontre sous ses nouvelles couleurs où il inscrit même un but d'un joli retourné acrobatique, sans pouvoir éviter la défaite de son équipe (2-1 à Elfsborg). Alejandro renouvelle son contrat avec Helsingborgs le 13 février 2013 afin de le prolonger jusqu'à l'été suivant. Ainsi, lors des saisons 2012 et 2013, il prend part à 20 rencontres de championnat et inscrit 6 buts. Il participe également à la Coupe suédoise (Svenska Cupen) où il est titulaire lors des 3 matchs auxquels il participe (2 buts), mais également à la phase de groupe de la Ligue Europa 2012-2013 (6 rencontres et 2 buts). Malheureusement, son club termine 3e du groupe L, où figuraient Hanovre 96, Levante et le FC Twente.
À son retour de la Gold Cup 2013 avec l'équipe nationale américaine, il cherche à évoluer dans un autre championnat et ne renouvelle pas son contrat se terminant alors le 31 juillet.

#### La confirmation au FC Nantes (2013-2016)
Le 8 août 2013, libre de tout contrat, il s'engage pour trois saisons au FC Nantes, tout juste remonté en Ligue 1 et devient ainsi le premier joueur américain à porter le maillot nantais. Sur les bords de l'Erdre, on l'annonce comme un milieu offensif relayeur capable de jouer sur les deux côtés de l'attaque, qui sait mettre de la vitesse et de la technique dans ses prises de balle. Il fait partie de la nouvelle génération de joueurs offensifs américains, lancés par Jürgen Klinsmann. Alejandro affirme lui-même : « J'aime être libre. J'ai besoin de parcourir le terrain dans tous les sens, de m'excentrer et de me recentrer, de me trouver devant et derrière le ballon. Je n'hésite pas à dézoner pour ouvrir des espaces ». Ainsi, au sein de la formation nantaise, il joue sur l'aile gauche, l'aile droite, derrière l'attaquant ou encore en milieu de terrain.
Il inscrit son premier but pour le FC Nantes le 19 octobre 2013, lors d'une victoire 1-0 à Ajaccio. Quelques jours plus tard, il récidive contre le FC Lorient en Coupe de la Ligue à l'occasion de l'entrée en lice de la formation nantaise dans la compétition. Le 3 décembre suivant, il inscrit un but important face à Valenciennes et récidive trois jours plus tard face à l'Olympique de Marseille pour une précieuse victoire 0-1 au Stade Vélodrome. Le 6 avril 2014, malgré la défaite des siens à Monaco (3-1), il marque le seul but des Canaris, d'une tête en pleine lucarne. Il devient ainsi le meilleur buteur américain de l'histoire de la Ligue 1, devançant le défenseur Carlos Bocanegra.
Début février 2015, alors que son contrat coure jusqu'en juin 2016 et qu'il intéresse diverses formations de Premier League ou de Bundesliga, il décide de renouveler son contrat pour trois années supplémentaires, le liant ainsi au club nantais jusqu'à l'été 2019,. Il affirme d'ailleurs qu'un retour aux États-Unis serait irrémédiable puisqu'il ne reviendrait alors plus en Europe pour y poursuivre sa carrière professionnelle.

#### Un leader charismatique en MLS (depuis 2016)
Après trois saisons et quatorze buts au FC Nantes, Alejandro Bedoya rejoint le Union de Philadelphie le 3 août 2016 pour une somme avoisinant le million de dollars américains (environ 900 000 euros) alors que la franchise de Major League Soccer est en pleine course aux séries éliminatoires,. Cette arrivée en MLS intervient alors que l'international américain, qui a commencé sa carrière professionnelle en Suède, a par le passé déjà été lié à la ligue nord-américaine. Proche du Union de Philadelphie à l'été 2015, Bedoya est de nouveau en contact avec la MLS début janvier de l'année 2016 mais avec les Rapids du Colorado cette fois-ci. La destination de l'international américain ne se dessine définitivement que dans les derniers jours puisque le Fire de Chicago qui dispose alors du premier droit de refus sur Bedoya est intéressé par son profil. C'est finalement Philadelphie qui remporte sa faveur et, dans le cadre de cette signature, Chicago obtient un montant d'allocation général et ciblé. Avec la signature du joueur, Philadelphie intègre ainsi un milieu polyvalent d'expérience, capable d'évoluer sur les ailes, derrière l'attaquant ou dans une situation plus défensive.
Le 4 août 2019, après avoir inscrit un but contre D.C. United au Audi Field, il se saisit d'un micro se trouvant aux abords du terrain et crie « Congress, do something now. End gun violence » (en français : « Hé le Congrès, faites quelque chose ! Mettez fin aux violences par armes à feu ! Allez ! »). Cette déclaration se veut en réponse aux récentes tueries de masse d'El Paso et de Dayton qui ont fait trente-deux morts au cours des deux derniers jours. Alors que la Major League Soccer est généralement avare de commentaires politiques sur l'actualité américaine, elle décide de ne pas sanctionner Alejandro Bedoya pour son geste qui obtient pourtant une couverture internationale,. Il est alors nommé joueur de la semaine en MLS par la suite. Il récidive le 28 mai 2022 en réaction à la fusillade d'Uvalde qui enlève la vie à dix-neuf enfants et deux enseignants dans une école d'une petite ville texane alors qu'il remet de nouveau en cause l'immobilisme des décideurs politiques sur la question du contrôle des armes à feu.
En plus de ses positionnements politiques et caritatifs, il soutient le rôle du syndicat des joueurs de la MLS lors de la renégociation des conditions de travail à l'hiver 2020. Les conditions des joueurs, et notamment la question des vols nolisés, lui ont coûté une blessure qui a nuit à sa fin de saison 2019 lorsque son équipe parcourt les États-Unis en une semaine à bord de vols commerciaux, ce qui mène à sa première blessure musculaire en septembre 2019.
Le 27 février 2020, quelques jours avant la reprise du championnat de MLS, Alejandro Bedoya signe un nouveau contrat le liant à la formation de Philadelphie jusqu'à la fin de la saison 2021 au minimum. Néanmoins, ce n'est que quelques jours plus tard que l'on apprend grâce au Philadelphia Inquirer que les termes de son contrat ont été revus pour lui retirer l'étiquette de joueur désigné qu'il avait depuis son arrivée en 2016. En septembre 2022, alors qu'il est en fin de contrat à l'issue de la saison 2022, il signe une nouvelle entente, prolongeant sa présence à Philadelphie jusqu'au terme de l'exercice 2023. Le jour de la prolongation, son entraîneur Jim Curtin louange les performances de son capitaine historique et son importance dans l'affirmation du Union comme une équipe de premier plan dans la ligue.
Malheureusement, sa fin de saison est perturbée par une blessure à l'aine contractée lors de l'affrontement face à Orlando City le 10 septembre avant qu'une douleur au muscle fléchisseur de la hanche ne lui fasse manquer plusieurs rencontres. Alors que son équipe démarre les séries éliminatoires par les demi-finales de conférence face au FC Cincinnati, elle doit se passer de son capitaine. Pressenti pour revenir au jeu en finale de conférence contre le New York City FC,, il est titularisé avant de céder sa place à Jack McGlynn à la mi-temps, Philadelphie se qualifiant pour la première finale de Coupe MLS de son histoire ce soir-là. Toujours indisposé par des ennuis physiques, sa présence dans le onze partant est incertaine pour cette finale tandis que son entraîneur assure que son apport dans le vestiaire comme sur le terrain est un atout majeur au moment d'aborder l'ultime rencontre de la saison. Présent sur le banc des remplaçants au Banc of California Stadium, il assiste impuisant à la défaite du Union alors qu'il n'est pas utilisé par Jim Curtin durant la partie,.

### Sélection nationale

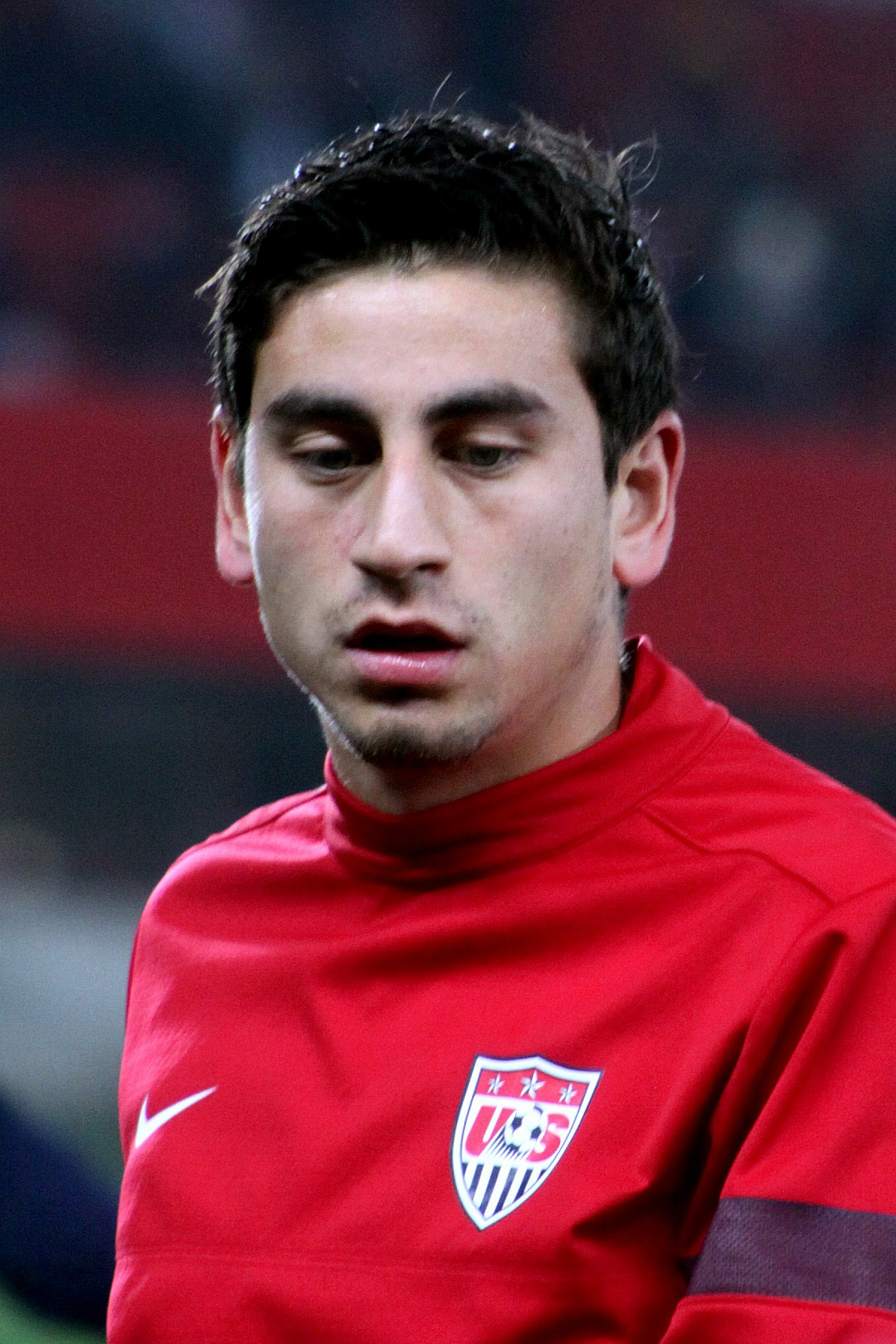
Alejandro Bedoya avec les États-Unis en 2013.

En 2010, il est réserviste de la sélection nationale qui participera à la Coupe du monde en Afrique du Sud.
Du 7 au 28 juillet 2013, il est sélectionné par Jürgen Klinsmann pour jouer la Gold Cup 2013 au sein de l'équipe nationale américaine. Il participe à plusieurs matchs de la compétition, notamment en tant que titulaire en demi-finale puis en finale. Cette finale sera remportée par les Américains 1-0 face au Panama. Il termine deuxième meilleur passeur de la compétition avec 3 passes décisives, juste derrière son illustre coéquipier, Landon Donovan (7 passes décisives) et il est même élu homme du match de la finale.
En mai 2014, il est appelé par le sélectionneur Jürgen Klinsmann pour participer à la Coupe du monde 2014 au Brésil. Dans la compétition, il aide son équipe à sortir d'un groupe relevé, avant de tomber face à la Belgique.

#### Détails en sélection
| Rencontres internationales d'Alejandro Bedoya | Rencontres internationales d'Alejandro Bedoya | Rencontres internationales d'Alejandro Bedoya                    | Rencontres internationales d'Alejandro Bedoya | Rencontres internationales d'Alejandro Bedoya | Rencontres internationales d'Alejandro Bedoya           | Rencontres internationales d'Alejandro Bedoya |
|                                               | Date                                          | Lieu                                                             | Adversaire                                    | Résultat                                      | Compétition                                             |                                               |
| --------------------------------------------- | --------------------------------------------- | ---------------------------------------------------------------- | --------------------------------------------- | --------------------------------------------- | ------------------------------------------------------- | --------------------------------------------- |
| 1.                                            | 23 janvier 2010                               | Home Depot Center, Carson, Californie, États-Unis                | Honduras                                      | 1-3                                           | Match amical                                            |                                               |
| 2.                                            | 3 mars 2010                                   | Amsterdam ArenA, Amsterdam, Pays-Bas                             | Pays-Bas                                      | 2-1                                           | Match amical                                            |                                               |
| 3.                                            | 25 mai 2010                                   | Rentschler Field, East Hartford, Connecticut, États-Unis         | Tchéquie                                      | 2-4                                           | Match amical                                            |                                               |
| 4.                                            | 10 août 2010                                  | New Meadowlands Stadium, East Rutherford, New Jersey, États-Unis | Brésil                                        | 0-2                                           | Match amical                                            |                                               |
| 5.                                            | 9 octobre 2010                                | Soldier Field, Chicago, Illinois, États-Unis                     | Pologne                                       | 2-2                                           | Match amical                                            |                                               |
| 6.                                            | 17 novembre 2010                              | Greenpoint Stadium, Le Cap, Afrique du Sud                       | Afrique du Sud                                | 0-1                                           | Match amical                                            |                                               |
| 7.                                            | 22 janvier 2011                               | Home Depot Center, Carson, Californie, États-Unis                | Chili                                         | 1-1                                           | Match amical                                            |                                               |
| 8.                                            | 4 juin 2011                                   | Gillette Stadium, Foxborough, Massachusetts, États-Unis          | Espagne                                       | 0-4                                           | Match amical                                            |                                               |
| 9.                                            | 11 juin 2011                                  | Raymond James Stadium, Tampa, Floride, États-Unis                | Panama                                        | 1-2                                           | Gold Cup 2011 (Groupe C)                                |                                               |
| 10.                                           | 14 juin 2011                                  | Livestrong Sporting Park, Kansas City, Kansas États-Unis         | Guadeloupe                                    | 0-1                                           | Gold Cup 2011 (Groupe C)                                |                                               |
| 11.                                           | 19 juin 2011                                  | RFK Stadium, Washington DC, États-Unis                           | Jamaïque                                      | 2-0                                           | Gold Cup 2011 (Groupe C)                                |                                               |
| 12.                                           | 22 juin 2011                                  | Reliant Stadium, Houston, Texas, États-Unis                      | Panama                                        | 1-0                                           | Gold Cup 2011 (Demi-finale)                             |                                               |
| 13.                                           | 25 juin 2011                                  | Rose Bowl, Pasadena, Californie, États-Unis                      | Mexique                                       | 2-4                                           | Gold Cup 2011 (Finale)                                  |                                               |
| 14.                                           | 29 janvier 2013                               | BBVA Compass Stadium, Houston, Texas, États-Unis                 | Canada                                        | 0-0                                           | Match amical                                            |                                               |
| 15.                                           | 5 juillet 2013                                | Qualcomm Stadium, San Diego, Californie, États-Unis              | Guatemala                                     | 6-0                                           | Match amical                                            |                                               |
| 16.                                           | 9 juillet 2013                                | Jeld-Wen Field, Portland, Oregon, États-Unis                     | Belize                                        | 6-0                                           | Gold Cup 2013 (Groupe C)                                |                                               |
| 17.                                           | 16 juillet 2013                               | Rentschler Field, East Hartford, Connecticut, États-Unis         | Costa Rica                                    | 1-0                                           | Gold Cup 2013 (Groupe C)                                |                                               |
| 18.                                           | 24 juillet 2013                               | Cowboys Stadium, Arlington, Texas, États-Unis                    | Honduras                                      | 3-1                                           | Gold Cup 2013 (Demi-finale)                             |                                               |
| 19.                                           | 28 juillet 2013                               | Soldier Field, Chicago, Illinois États-Unis                      | Panama                                        | 1-0                                           | Gold Cup 2013 (Finale)                                  |                                               |
| 20.                                           | 14 août 2013                                  | Stade Asim Ferhatović Hase, Sarajevo, Bosnie-Herzégovine         | Bosnie-Herzégovine                            | 3-4                                           | Match amical                                            |                                               |
| 21.                                           | 10 septembre 2013                             | Crew Stadium, Columbus, Ohio, États-Unis                         | Mexique                                       | 2-0                                           | Éliminatoires Coupe du monde 2014                       |                                               |
| 22.                                           | 11 octobre 2013                               | Livestrong Sporting Park, Kansas City, Kansas, États-Unis        | Jamaïque                                      | 2-0                                           | Éliminatoires Coupe du monde 2014                       |                                               |
| 23.                                           | 15 octobre 2013                               | Estadio Rommel Fernández, Panama, Panama                         | Panama                                        | 2-3                                           | Éliminatoires Coupe du monde 2014                       |                                               |
| 24.                                           | 15 novembre 2013                              | Hampden Park, Glasgow, Écosse                                    | Écosse                                        | 0-0                                           | Match amical                                            |                                               |
| 25.                                           | 19 novembre 2013                              | Ernst Happel Stadion, Vienne, Autriche                           | Autriche                                      | 1-0                                           | Match amical                                            |                                               |
| 26.                                           | 5 mars 2014                                   | Stade Antonis Papadopoulos, Larnaca, Chypre                      | Ukraine                                       | 2-0                                           | Match amical                                            |                                               |
| 27.                                           | 27 mai 2014                                   | Candlestick Park, San Francisco, Californie, États-Unis          | Azerbaïdjan                                   | 2-0                                           | Match amical                                            |                                               |
| 28.                                           | 7 juin 2014                                   | EverBank Field, Jacksonville, Floride, États-Unis                | Nigeria                                       | 2-1                                           | Match amical                                            |                                               |
| 29.                                           | 16 juin 2014                                  | Arena das Dunas, Natal, Brésil                                   | Ghana                                         | 2-1                                           | Coupe du monde 2014 (Groupe G)                          |                                               |
| 30.                                           | 22 juin 2014                                  | Arena da Amazônia, Manaus, Brésil                                | Portugal                                      | 2-2                                           | Coupe du monde 2014 (Groupe G)                          |                                               |
| 31.                                           | 26 juin 2014                                  | Itaipava Arena Pernambuco, Recife, Brésil                        | Allemagne                                     | 1-0                                           | Coupe du monde 2014 (Groupe G)                          |                                               |
| 32.                                           | 1er juillet 2014                              | Stade Octávio-Mangabeira, Salvador, Brésil                       | Belgique                                      | 2-1                                           | Coupe du monde 2014 (Huitième de finale)                |                                               |
| 33.                                           | 3 septembre 2014                              | Generali Arena, Prague, République tchèque                       | Tchéquie                                      | 0-1                                           | Match amical                                            |                                               |
| 34.                                           | 10 octobre 2014                               | Rentschler Field, East Hartford, Connecticut, États-Unis         | Équateur                                      | 1-1                                           | Match amical                                            |                                               |
| 35.                                           | 14 octobre 2014                               | FAU Stadium, Boca Raton, Floride, États-Unis                     | Honduras                                      | 1-1                                           | Match amical                                            |                                               |
| 36.                                           | 14 novembre 2014                              | Craven Cottage, Londres, Angleterre                              | Colombie                                      | 1-2                                           | Match amical                                            |                                               |
| 37.                                           | 18 novembre 2014                              | Aviva Stadium, Dublin, Irlande                                   | République d'Irlande                          | 4-1                                           | Match amical                                            |                                               |
| 38.                                           | 25 mars 2015                                  | NRGI Park, Aarhus, Danemark                                      | Danemark                                      | 2-3                                           | Match amical                                            |                                               |
| 39.                                           | 31 mars 2015                                  | Stade du Letzigrund, Zurich, Suisse                              | Suisse                                        | 1-1                                           | Match amical                                            |                                               |
| 40.                                           | 13 juillet 2015                               | Sporting Park, Kansas City, Kansas, États-Unis                   | Panama                                        | 1-1                                           | Gold Cup 2015 (Groupe A)                                |                                               |
| 41.                                           | 18 juillet 2015                               | M&T Bank Stadium, Baltimore, Maryland, États-Unis                | Cuba                                          | 6-0                                           | Gold Cup 2015 (Quart de finale)                         |                                               |
| 42.                                           | 22 juillet 2015                               | Georgia Dome, Atlanta, Géorgie, États-Unis                       | Jamaïque                                      | 1-2                                           | Gold Cup 2015 (Demi-finale)                             |                                               |
| 43.                                           | 4 septembre 2015                              | Robert F. Kennedy Memorial Stadium, Washington DC, États-Unis    | Pérou                                         | 2-1                                           | Match amical                                            |                                               |
| 44.                                           | 8 septembre 2015                              | Gillette Stadium, Foxborough, Massachusetts, États-Unis          | Brésil                                        | 1-4                                           | Match amical                                            |                                               |
| 45.                                           | 25 mars 2016                                  | Mapfre Stadium, Columbus, Ohio, États-Unis                       | Guatemala                                     | 4-0                                           | Éliminatoires Coupe du monde 2018                       |                                               |
| 46.                                           | 22 mai 2016                                   | Estadio Juan Ramón Loubriel, Bayamón, Porto Rico                 | Porto Rico                                    | 1-3                                           | Match amical                                            |                                               |
| 47.                                           | 25 mai 2016                                   | Toyota Stadium, Frisco, Texas, États-Unis                        | Équateur                                      | 1-0                                           | Match amical                                            |                                               |
| 48.                                           | 28 mai 2016                                   | Children's Mercy Park, Kansas City, Kansas, États-Unis           | Bolivie                                       | 4-0                                           | Match amical                                            |                                               |
| 49.                                           | 3 juin 2016                                   | Levi's Stadium, Santa Clara, Californie, États-Unis              | Colombie                                      | 0-2                                           | Copa América Centenario (Groupe A)                      |                                               |
| 50.                                           | 7 juin 2016                                   | Soldier Field, Chicago, Illinois, États-Unis                     | Costa Rica                                    | 4-0                                           | Copa América Centenario (Groupe A)                      |                                               |
| 51.                                           | 11 juin 2016                                  | Lincoln Financial Field, Philadelphie, Pennsylvanie, États-Unis  | Paraguay                                      | 1-0                                           | Copa América Centenario (Groupe A)                      |                                               |
| 52.                                           | 16 juin 2016                                  | CenturyLink Field, Seattle, Washington, États-Unis               | Équateur                                      | 2-1                                           | Copa América Centenario (Quart de finale)               |                                               |
| 53.                                           | 25 juin 2016                                  | University of Phoenix Stadium, Glendale, Arizona, États-Unis     | Colombie                                      | 0-1                                           | Copa América Centenario (Match pour la troisième place) |                                               |
| 54.                                           | 2 septembre 2016                              | Arnos Vale Stadium, Kingstown, Saint-Vincent-et-les-Grenadines   | Saint-Vincent-et-les-Grenadines               | 0-6                                           | Éliminatoires Coupe du monde 2018                       |                                               |
| 55.                                           | 6 septembre 2016                              | EverBank Field, Jacksonville, Floride, États-Unis                | Trinité-et-Tobago                             | 4-0                                           | Éliminatoires Coupe du monde 2018                       |                                               |

| Buts internationaux d'Alejandro Bedoya | Buts internationaux d'Alejandro Bedoya | Buts internationaux d'Alejandro Bedoya     | Buts internationaux d'Alejandro Bedoya | Buts internationaux d'Alejandro Bedoya | Buts internationaux d'Alejandro Bedoya | Buts internationaux d'Alejandro Bedoya |
| 0                                      | Date                                   | Lieu                                       | Adversaire                             | Résultat                               | Compétition                            |                                        |
| -------------------------------------- | -------------------------------------- | ------------------------------------------ | -------------------------------------- | -------------------------------------- | -------------------------------------- | -------------------------------------- |
| 1.                                     | 5 juillet 2013                         | Qualcomm Stadium, San Diego, États-Unis    | Guatemala                              | 6-0                                    | Match amical                           |                                        |
| 2.                                     | 3 septembre 2014                       | Generali Arena, Prague, République tchèque | Tchéquie                               | 0-1                                    | Match amical                           |                                        |

## Statistiques

### Statistiques universitaires
| Saison    | Équipe                         | Conférence | Joués | Titulaires | Buts | Passes | Points | Tirs |
| 2005      | Knights de Fairleigh Dickinson | NEC        | 18    | 16         | 8    | 3      | 19     | 49   |
| 2006      | Knights de Fairleigh Dickinson | NEC        | 17    | 17         | 5    | 5      | 15     | 58   |
| 2007      | Eagles de Boston College       | ACC        | 21    | 21         | 8    | 10     | 26     | 86   |
| 2008      | Eagles de Boston College       | ACC        | 16    | 14         | 6    | 5      | 17     | 61   |
| 2005-2008 | -                              | -          | 72    | 68         | 27   | 23     | 77     | 254  |

### Statistiques en club
| Saison                | Club                  | Championnat           | Championnat | Championnat | Coupe nationale | Coupe nationale | Coupe de la Ligue | Coupe de la Ligue | Compétition(s) continentale(s) | Compétition(s) continentale(s) | Compétition(s) continentale(s) | Séries | Séries | États-Unis | États-Unis | Total | Total |
| Saison                | Club                  | Division              | M.          | B.          | M.              | B.              | M.                | B.                | Comp.                          | M.                             | B.                             | M.     | B.     | M.         | B.         | M.    | B.    |
| 2009                  | Örebro SK             | Allsvenskan           | 25          | 2           | 3               | 1               | -                 | -                 | -                              | -                              | -                              | -      | -      | -          | -          | 28    | 3     |
| 2010                  | Örebro SK             | Allsvenskan           | 26          | 2           | 2               | 0               | -                 | -                 | -                              | -                              | -                              | -      | -      | 6          | 0          | 34    | 2     |
| 2011                  | Örebro SK             | Allsvenskan           | 14          | 4           | 2               | 0               | -                 | -                 | C3                             | 0                              | 0                              | -      | -      | 7          | 0          | 23    | 4     |
| Sous-total            | Sous-total            | Sous-total            | 65          | 8           | 7               | 1               | 0                 | 0                 | -                              | 0                              | 0                              | 0      | 0      | 13         | 0          | 85    | 9     |
| 2011-2012             | Glasgow Rangers       | Premier League        | 12          | 1           | 1               | 0               | 0                 | 0                 | C3                             | 0                              | 0                              | -      | -      | -          | -          | 13    | 1     |
| 2012                  | Helsingborgs IF       | Allsvenskan           | 8           | 1           | 0               | 0               | -                 | -                 | C1+C3                          | 2+6                            | 0+2                            | -      | -      | -          | -          | 16    | 3     |
| 2013                  | Helsingborgs IF       | Allsvenskan           | 12          | 5           | 3               | 2               | -                 | -                 | -                              | -                              | -                              | -      | -      | 6          | 1          | 21    | 8     |
| Sous-total            | Sous-total            | Sous-total            | 20          | 6           | 3               | 2               | 0                 | 0                 | -                              | 8                              | 2                              | 0      | 0      | 6          | 1          | 37    | 11    |
| 2013-2014             | FC Nantes             | Ligue 1               | 31          | 5           | 0               | 0               | 1                 | 1                 | -                              | -                              | -                              | -      | -      | 13         | 0          | 45    | 6     |
| 2014-2015             | FC Nantes             | Ligue 1               | 28          | 3           | 3               | 0               | 2                 | 0                 | -                              | -                              | -                              | -      | -      | 10         | 1          | 43    | 4     |
| 2015-2016             | FC Nantes             | Ligue 1               | 28          | 3           | 3               | 2               | 0                 | 0                 | -                              | -                              | -                              | -      | -      | 11         | 0          | 42    | 5     |
| Sous-total            | Sous-total            | Sous-total            | 87          | 11          | 6               | 2               | 3                 | 1                 | -                              | 0                              | 0                              | 0      | 0      | 34         | 1          | 130   | 15    |
| 2016                  | Union de Philadelphie | MLS                   | 10          | 1           | -               | -               | -                 | -                 | -                              | -                              | -                              | 1      | 1      | 2          | 0          | 13    | 2     |
| 2017                  | Union de Philadelphie | MLS                   | 28          | 2           | 0               | 0               | -                 | -                 | -                              | -                              | -                              | -      | -      | 11         | 0          | 39    | 2     |
| 2018                  | Union de Philadelphie | MLS                   | 33          | 3           | 4               | 1               | -                 | -                 | -                              | -                              | -                              | 1      | 0      | -          | -          | 38    | 4     |
| 2019                  | Union de Philadelphie | MLS                   | 32          | 4           | 1               | 0               | -                 | -                 | -                              | -                              | -                              | 2      | 1      | -          | -          | 35    | 5     |
| 2020                  | Union de Philadelphie | MLS                   | 24          | 3           | -               | -               | -                 | -                 | -                              | -                              | -                              | 1      | 0      | -          | -          | 25    | 3     |
| 2021                  | Union de Philadelphie | MLS                   | 32          | 3           | -               | -               | -                 | -                 | LCC                            | 6                              | 0                              | 2      | 0      | -          | -          | 40    | 3     |
| 2022                  | Union de Philadelphie | MLS                   | 30          | 6           | 0               | 0               | -                 | -                 | -                              | -                              | -                              | 1      | 0      | -          | -          | 31    | 6     |
| Sous-total            | Sous-total            | Sous-total            | 189         | 22          | 5               | 1               | 0                 | 0                 | -                              | 6                              | 0                              | 8      | 2      | 13         | 0          | 221   | 25    |
| Total sur la carrière | Total sur la carrière | Total sur la carrière | 373         | 44          | 26              | 6               | 3                 | 1                 | -                              | 14                             | 2                              | 8      | 2      | 66         | 2          | 490   | 57    |

## Palmarès

### En sélection

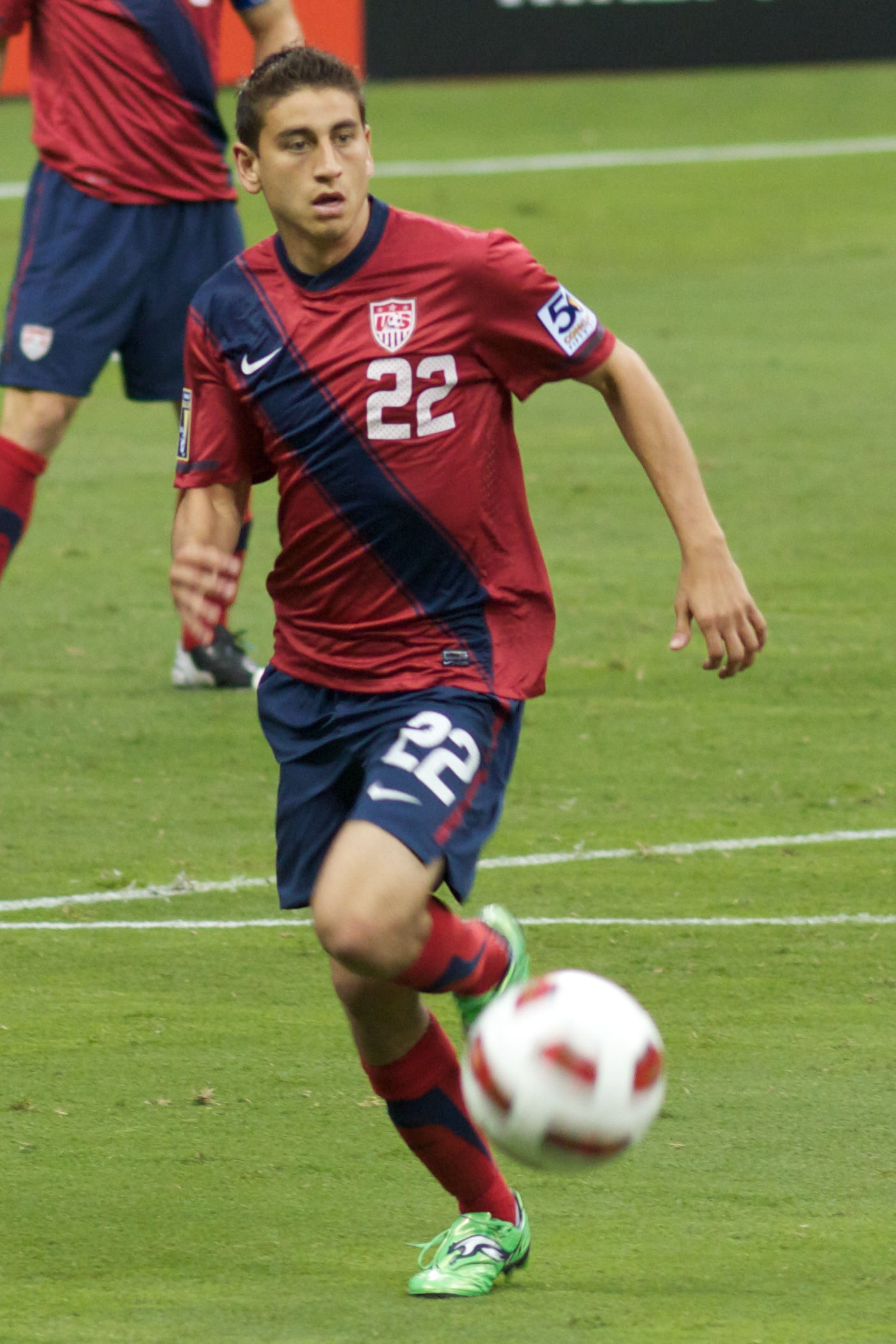
Alejandro Bedoya lors de la Gold Cup en 2013.

Avec la sélection américaine, il remporte la Gold Cup en 2013 et 2017 après une défaite en finale en 2011,.

### En club
En club, il termine vice-champion d'Écosse en 2012 avec les Glasgow Rangers. En 2018, il est malheureux finaliste de la Coupe des États-Unis après avoir inscrit un but et délivré quatre passes décisives au cours des trois dernières rencontres menant à la finale. C'est au cours de la saison 2020 que Bedoya remporte son premier trophée lorsque le Union de Philadelphie décroche le Supporters' Shield après avoir terminé à la première place du classement général de la ligue. Avec la franchise, il participe aux séries éliminatoires alors que Philadelphie est finaliste de la Coupe MLS en 2022.